# Le Blocus
Pour plus de détails, voir Fiche technique et Distribution.
Le Blocus (Блокада, Blokada) est un film soviétique réalisé par Mikhaïl Ivanovitch Ierchov (ru), sorti en 1974.

## Fiche technique
- Titre : Le Blocus[1]
- Titre original : Блокада (Blokada)
- Réalisation : Mikhaïl Ierchov
- Scénario : Arnold Vitol, Alexandre Tchakovski
- Photographie : Anatoli Nazarov
- Musique : Veniamin Basner
- Pays d'origine : URSS
- Format : Couleurs - 35 mm - Mono
- Genre : drame
- Durée : 337 minutes (4 épisodes)
- Date de sortie : 1er décembre 1974, 1re mondiale [2]

## Distribution
- Iouri Solomine : Alexeï Zviaguintsev
- Evgueni Lebedev : Ivan Koroliov
- Irina Akoulova : Vera Koroliova
- Vladislav Strjeltchik : Fiodor Valitski
- Lev Zolotoukhine : Pavel Koroliov
- Mikhaïl Oulianov : Gueorgui Joukov
- Boris Gorbatov : Iossif Staline